# Scachs d'amor
Scachs d'amor (en valencien « Échecs d'amour »), dont le titre complet est Hobra intitulada scachs d'amor feta per don Francí de Castellví e Narcis Vinyoles e mossèn Fenollar (« Œuvre intitulée échecs d'amour réalisée par Don Francí de Castellví et Narcis Vinyoles et le prêtre Fenollar »), est un poème manuscrit  écrit en valencien (catalan) par Francesc de Castellví, Bernat Fenollar et Narcís Vinyoles à Valence, alors dans la Couronne d'Aragon, vers la fin du XVe siècle. C'est une des premières parties d'échecs jamais notées.

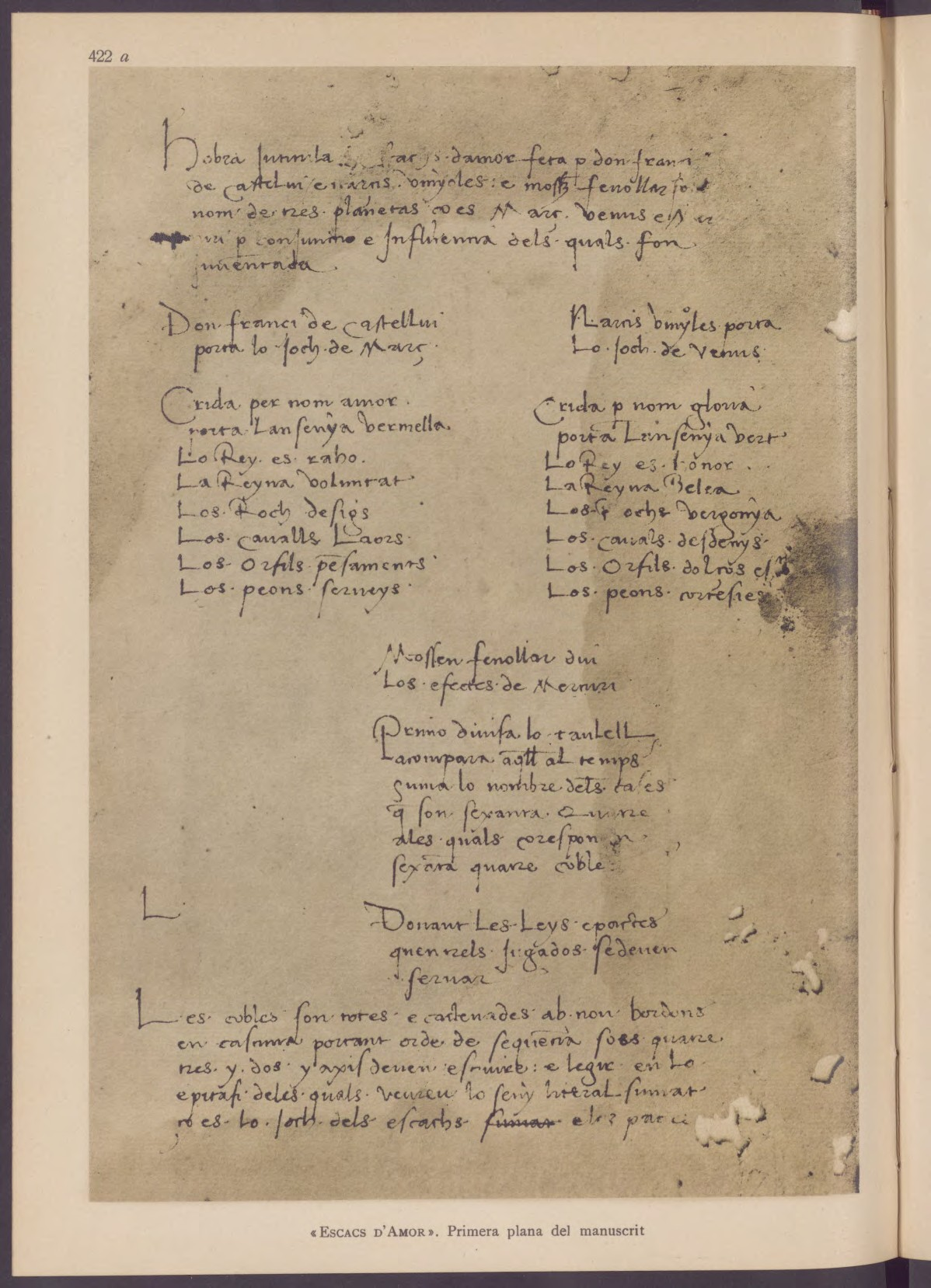
Première page du manuscrit.

Le manuscrit, écrit en valencien probablement en 1475, a été découvert en 1905 par Ignacio Casanovas (es) à Capella del Palau (ca). Bien que l'original ait été perdu, une photographie du codex a été conservée à la Bibliothèque de Catalogne à Barcelone,,.
Le poème est conçu comme un jeu d'échecs dans lequel les joueurs sont Castellví, qui joue les Blancs (dans les échecs modernes ; Mars Març, Amour Amor et les pièces rouges du jeu), et Vinyoles, qui joue les Noirs (Vénus Venus, la Gloire (en) Gloria et les pièces vertes). Ils débattent sur l'amour et Fenollar commente et établit les règles. Aujourd'hui, l'ouverture du jeu serait appelée la Défense scandinave. Notamment, le jeu se termine par un mat pur (en), une classe spécifique d'échec et mat généralement considérée comme esthétique. Le vert et le rouge sont toujours utilisés au xiangqi comme couleurs pour les pièces.
Le poème utilise le jeu comme une allégorie de l'amour,. Sa structure est basée sur soixante-quatre strophes (autant que le nombre de cases de l'échiquier) de neuf vers chacune. Les strophes sont regroupées trois par trois : la première strophe du groupe représente le coup des Blancs, la deuxième le coup des Noirs et la troisième un commentaire sur les règles par l'arbitre. Les trois strophes du début sont une introduction et la dernière est l'échec et mat.
On pense qu'il s'agit de la première partie d'échecs documentée avec les règles modernes concernant les mouvements de la dame et du fou,. Cependant, on ne sait pas si les règles modernes complètes des échecs furent utilisées dès ce jeu, car aucun des joueurs ne roque ni ne fait de prise en passant.

## Description
Le manuscrit contient une des premières descriptions des règles modernes du jeu d'échecs et la transcription d'une des plus anciennes parties jouées avec ces nouvelles règles.
Son titre complet est Hobra intitulada scachs d'amor feta per don Francí de Castelvi e Narcis Vinyoles e mossen Fenollar sots nom de tres planétas ço est Març e Mercuri per conjunccio e infuencia dels quals fon jnventada. Il fut découvert par hasard en 1905 par Ignatius Casonovas dans les archives de la chapelle royale du palais à Barcelone. Miguel i Platas photographia et transcrivit le manuscrit en 1914, avant qu'il disparaisse pendant la guerre civile espagnole.
Le manuscrit mesure 29 cm sur 21,5 cm et contient 43 folios dans une couverture de parchemin.
Les historiens datent généralement le manuscrit entre 1470 et 1490, le filigrane utilisé étant comparable à celui de documents datés de 1482 et 1483, mais la rédaction du poème pourrait avoir continué jusqu'aux années 1490 ou 1500.
Le livre est attribué à Francí de Castelvi, Narcis Vinyoles et Bernat Fenollar, tous trois Valenciens.
Il est possible que le tableau de Alessandro Varotari Mars et Vénus jouent aux échecs soit un écho du poème Les Échecs de l'amour, Scachs d'amor.

## Plan de l'œuvre
L'œuvre est conçue comme la dispute poétique typique, à la mode au XVe siècle, entre deux rivaux modérés par un arbitre ou un juge, mais sa complexité formelle ne permet son aboutissement réussi que grâce à une planification préalable des auteurs.
Le poème contient 64 strophes, autant que le nombre de cases sur l'échiquier. Chaque strophe comporte 9 vers. Les strophes sont regroupées 3 par 3 : dans chaque groupe de trois strophes, la première représente le mouvement des pièces rouges (Castellví), la seconde celui des pièces vertes (Vinyoles) et la troisième un commentaire de l'arbitre sur les règles et un jugement moral approprié (Fenollar). Les trois premières strophes servent de présentation et le reste décrit le déroulement du jeu, la dernière strophe étant celle de l'échec et mat.

## La partie
Castellví joue avec les pièces rouges, ce qui correspond aux Blancs aujourd'hui, et réalise le « jeu de Mars ». Son cri de guerre est « Amour » ; le Roi est la Raison, la Dame la Volonté, les Tours les Désirs, les Cavaliers les Louanges, les Fous les Pensées et les Pions les Services.
Vinyoles joue pour sa part avec les verts, dont l'équivalent moderne est les Noirs, et fait le « jeu de Vénus ». Son cri de guerre est « Gloire » ; le Roi est l'Honneur, la Dame Beauté, les Tours la Honte, les Chevaliers le Dédain, les Fous les Doux Regards et les Pions la Courtoisie.
Blancs : Francesc de Castellví
Noirs : Narcís Vinyoles
Défense scandinave
Valence, 1475

Scachs d'amor, 1475

Déroulement de la partie (en notation algébrique) : 1.e4 d5 2.exd5 Dxd5 3.Cc3 Dd8 4.Fc4 Cf6 5.Cf3 Fg4 6.h3 Fxf3 7.Dxf3 e6 8.Dxb7 Cbd7 9.Cb5 Tc8 10.Cxa7 Cb6 11.Cxc8 Cxc8 12.d4 Cd6 13.Fb5+ Cxb5 14.Dxb5+ Cd7 15.d5 exd5 16.Fe3 Fd6 17.Td1 Df6 18.Txd5 Dg6 19.Ff4 Fxf4 20.Dxd7+ Rf8 21.Dd8.
Cette partie est la première dans l'histoire où les règles modernes des échecs sont utilisées dont nous avons un enregistrement complet. Il ne s'agit probablement pas d'une partie qui a été réellement jouée, mais en réalité d'une partie inventée et préalablement conçue pour qu'elle corresponde aux dimensions du poème, avec 64 strophes comme autant de cases du plateau. Elle présente le premier enregistrement historique du mouvement actuel de la Dame, qui clôt virtuellement les innovations des règles d'échecs telles qu'elles sont connues aujourd'hui.
La partie n'est pas particulièrement bien jouée : par exemple, au lieu de jouer 6.h3, les Blancs pourraient jouer 6.Fxf7+ ou 6.Ce5 avec un gros avantage dans les deux cas. Cependant, le jeu en était à ses balbutiements et les mouvements allégorisent les histoires d'amour qui constituent l'intrigue littéraire de base. Pour cette raison, les auteurs ne se souciaient pas beaucoup de savoir si les mouvements étaient techniquement bons ou mauvais, mais s'ils s'harmonisaient avec le développement de l'intrigue littéraire.

## Importance du poème
Si, d'un point de vue formel, le poème est un filigrane qui atteste de la complexité technique que le catalan atteint à la fin du XVe siècle, dans le contexte valencien, c'est dans l'histoire des échecs qu'il atteint son plus grand intérêt, car il documente pour la première fois le nouveau rôle et les mouvements de la Dame (en remplacement de l'ancienne pièce appelée « vizir »), redéfinit la mobilité du fou et enregistre le jeu de la Tour ; il décrit également les règles modernes du jeu et les reflète clairement dans une partie entière représentée pour la première fois.
Le poème est un précédent clair pour le livre de Francesc Vicent Llibre dels jochs partits dels escacs en nombre de cent', publié en 1495, qui a servi de référence pour toute la littérature ultérieure sur les échecs, qui situe l'origine de la manière moderne d'y jouer dans le contexte culturel catalan, et spécifiquement valencien, par opposition aux théories italique ou castillane, qui s'appuient sur des preuves ultérieures.